# Fomes pseudosenex
Fomes pseudosenex är en svampart som först beskrevs av William Alphonso Murrill, och fick sitt nu gällande namn av Sacc. & Trotter 1912. Fomes pseudosenex ingår i släktet Fomes och familjen Polyporaceae.   Inga underarter finns listade i Catalogue of Life.